# Фиумский конфликт
Фиумский конфликт — конфликт вокруг города Риека (Фиуме) между Италией с одной стороны и КСХС с другой. В 1920 году в конфликт вмешалась третья сторона — Республика Фиуме, провозглашённая Габриеле д’Аннунцио на спорной территории. В итоге город достался Италии, а Республика Фиуме была ликвидирована итальянскими военно-морскими силами.
С распадом Австро-Венгрии на её территории стали появляться отдельные национальные государства. Территории, населённые южными славянами, не стали исключением. Там возникло Королевство сербов, хорватов и словенцев. Одновременно страны-победительницы Первой мировой войны желали перекроить территорию бывшей империи по своему усмотрению. Так, Италия, получив от Австрии Южный Тироль, выдвинула свои претензии на полуостров Истрия и местные портовые города. Согласно договору с распадающейся Австро-Венгрией, войска стран-победительниц могли свободно передвигаться по её бывшим территориям. Этим воспользовалась Италия, которая выслала на Балканский полуостров свои войска с целью оккупации.
Этим были недовольны словенцы и хорваты, которые попадали в итальянскую зону оккупации. Правительство новообразованного ГСХС также было недовольно этим и считало продвижение итальянских сил вдоль побережья Адриатики угрозой собственной безопасности. К тому же на севере Адриатического моря базировались корабли бывших ВМС Австро-Венгрии, которые ГСХС стремилось получить. Для этого правительство страны обратилось за помощью к Сербии, Франции и Великобритании. Последние две имели свои планы относительно будущего Риеки.
В ГСХС из Сербии прибыл Душан Симович, который начал формировать отряды югославской армии. Эти отряды были переброшены на север страны, где организовали оборону городов Словении и Хорватии. Бои велись как против итальянских войск, так и против бывших австрийских вооружённых формирований, которые под руководством Антанты помогали войскам Италии занимать ГСХС. Тем временем в Риеку вошли англо-американские войска, которые должны были контролировать город и обезопасить его. В итоге конфликт постепенно сошёл на нет, военные действия были остановлены. Фиумский конфликт перешёл в дипломатическую фазу. На переговорах в Париже была установлена граница между ГСХС и Италией. В итоге Риека отошла под контроль Италии, но США, Великобритания и Франция настояли на создании Свободного города Фиуме. 
Идея не была воплощена в жизнь, так как в 1919 году в город вошли итальянские вооружённые формирования под руководством Габриеле д’Аннунцио («легионеры»). Они вытеснили американцев и англичан, и 12 сентября город был ими захвачен. На его территории Габриеле провозгласил Республику Фиуме. Республика была враждебно настроена к своим соседям — Италии и ГСХС.
После морской блокады и обстрела города с моря д’Аннунцио 20 декабря 1920 сдал город итальянской армии. На его территории было учреждено Свободное государство Фиуме.

## В литературе
- Владимир Маяковский откликнулся на событие сатирическим двустишием:

Фазан красив, ума ни унции — 

Фиуме спьяну взял д’Аннунцио.
- Оригинальная версия конфликта изложена в: Лангер Ф. Чемодан с заморскими // Розовый Меркурий. О чём рассказали марки. — М.: Связь, 1969. — 224 с.